# Zalesie (sielsowiet Zalesie)
Zalesie (biał. Залессе; ros. Залесье) – wieś na Białorusi, w obwodzie witebskim, w rejonie głębockim, w sielsowiecie Zalesie.

## Historia
W czasach zaborów wieś prywatna w gminie Zaleś w powiecie dzisieńskim, w guberni wileńskiej Imperium Rosyjskiego. W 1866 we wsi zamieszkiwało 176 osób. Była tu cerkiew prawosławna i szkoła gminna.
W latach 1921–1945 wieś leżała w Polsce, w województwie wileńskim, w powiecie dziśnieńskim, w gminie Zalesie.
Według Powszechnego Spisu Ludności z 1921 roku zamieszkiwało tu 291 osób, 6 było wyznania rzymskokatolickiego, 73 prawosławnego a 212 staroobrzędowego. Jednocześnie 14 mieszkańców zadeklarowało polską, 119 białoruską a 158 rosyjską przynależność narodową. Było tu 48 budynków mieszkalnych. W 1931 w 55 domach zamieszkiwało 310 osób.
Wierni należeli do parafii rzymskokatolickiej w Głębokiem i miejscowej parafii prawosławnej. Miejscowość podlegała pod Sąd Grodzki w Łużkach i Okręgowy w Wilnie; mieścił się tu urząd pocztowy obsługujący większą część gminy.
W wyniku napaści ZSRR na Polskę we wrześniu 1939 miejscowość znalazła się pod okupacją sowiecką. 2 listopada została włączona do Białoruskiej SRR. Od czerwca 1941 roku pod okupacją niemiecką. W 1944 miejscowość została ponownie zajęta przez wojska sowieckie i włączona do Białoruskiej SRR.
Od 1991 w składzie niepodległej Białorusi.